# Hopes and Fears
Pour les articles homonymes, voir Hopes.
Albums de Keane
Under the Iron Sea
(2006)
Hopes and Fears est le premier album du groupe de pop britannique Keane, lancé à la fin printemps 2004. Il a dominé le palmarès britannique des albums dès sa sortie, et a reçu le statut double platine. Il est retourné au haut du palmarès après avoir emporté un Brit Award en février 2005. En France, il s'est vendu à 400 000 exemplaires et a été certifié disque de platine.
Il inclut les singles Somewhere Only We Know, Everybody's Changing, Bedshaped et This Is The Last Time.
Les objets sur l'image du CD sont des marteaux de piano. On compte différentes couleurs variant selon la région : vert pour le Royaume-Uni, blanc pour les États-Unis et le Canada, bleu pour le Japon et brun pour les autres.
L'album tire son nom des paroles de la chanson Snowed Under, lorsqu'on entend Someone to understand your hopes and fears, chanson qui ne figure pas sur l'album mais sur le single Somewhere Only We Know et sur la version japonaise de l'album.

## Liste des chansons
Toutes les pistes ont été écrites par Tom Chaplin,Tim Rice-Oxley et Richard Hughes, sauf contre-indication.
| 1.  | Somewhere Only We Know                 |  |  |
| 2.  | This Is The Last Time                  |  |  |
| 3.  | Bend And Break                         |  |  |
| 4.  | We Might As Well Be Strangers          |  |  |
| 5.  | Everybody's Changing                   |  |  |
| 6.  | Your Eyes Open                         |  |  |
| 7.  | She Has No Time                        |  |  |
| 8.  | Can't Stop Now                         |  |  |
| 9.  | Sunshine                               |  |  |
| 10. | Untitled 1                             |  |  |
| 11. | Bedshaped                              |  |  |
| 12. | Snowed Under (Bonus Edition Japonaise) |  |  |
| 13. | Allemande (Bonus Edition Japonaise)    |  |  |

| 1.  | Somewhere Only We Know        |  |  |
| 2.  | Bend And Break                |  |  |
| 3.  | We Might As Well Be Strangers |  |  |
| 4.  | Everybody's Changing          |  |  |
| 5.  | Your Eyes Open                |  |  |
| 6.  | She Has No Time               |  |  |
| 7.  | Can't Stop Now                |  |  |
| 8.  | Sunshine                      |  |  |
| 9.  | This Is The Last Time         |  |  |
| 10. | On A Day Like Today           |  |  |
| 11. | Untitled 1                    |  |  |
| 12. | Bedshaped                     |  |  |